# Edgar Ié
Edgar Miguel Ié (Bissau, 1 de mayo de 1994), más conocido como Edgar Ié, es un futbolista portugués que juega de defensa en el C. D. Feirense de la Segunda División de Portugal. Fue internacional con la selección de fútbol de Portugal.

## Carrera
Nació en Bissau y en 2008 fichó por el Sporting Clube de Portugal cuando tenía 14 años. En el club portugués estuvo cuatro años, hasta que en 2012 fichó por el F. C. Barcelona. De esta forma, jugó en el equipo filial, el F. C. Barcelona B, hasta su marcha del club catalán en 2015.
Logró debutar con el primer equipo el 3 de diciembre de 2014 ante la S. D. Huesca en la Copa del Rey cuando tuvo que sustituir a Jérémy Mathieu.
El 27 de agosto de 2015 fichó por el Villarreal C. F. "B". Durante la temporada 2015-16, jugó 31 partidos en el filial del club castellonense.
El 26 de diciembre de 2016 fichó por el club lisboeta C. F. Os Belenenses, con el que debutó el 27 de enero de 2017.
En verano de 2017, y tras su papel en el Os Belenenses y con la selección portuguesa en la Eurocopa Sub-21 de 2017, fichó por el Lille O. S. C. de la Ligue 1 francesa.
En enero de 2019 el F. C. Nantes hizo oficial su llegada como cedido hasta final de temporada con una opción de compra.
En agosto de ese mismo año se marchó a Turquía para jugar en el Trabzonspor, aunque a los pocos días fue cedido al Feyenoord una temporada.
Una vez finalizó la cesión volvió a Turquía, y a finales de 2021 sufrió una lesión en su rodilla. Tras no aceptar ser operado en el país y marcharse a Portugal, el club le decidió rescindir el contrato. En enero de 2023, ya recuperado del problema físico, regresó al país para jugar un año y medio en el Estambul Başakşehir F. K.
En febrero de 2024 fichó por el F. C. Dinamo de Bucarest. Su último partido con este equipo fue en abril y, tras más de un año sin jugar, en julio de 2025 regresó a Portugal después de unirse al C. D. Feirense.

## Selección nacional
Fue internacional con la selección de fútbol de Portugal sub-19 y sub-21. Disputó los Juegos Olímpicos de Río de Janeiro 2016 y con la sub-21 participó la Eurocopa Sub-21 de 2017 en la que marcó un gol.
En septiembre de 2021 decidió representar a Guinea-Bisáu e hizo su debut en junio de 2023 en un encuentro de clasificación para la Copa Africana de Naciones de 2023 ante Santo Tomé y Príncipe.

## Clubes
| Club                      | País         | Año       |
| ------------------------- | ------------ | --------- |
| F. C. Barcelona "B"       | España       | 2012-2015 |
| Villarreal C. F. "B"      | España       | 2015-2017 |
| C. F. Os Belenenses       | Portugal     | 2017      |
| Lille O. S. C.            | Francia      | 2017-2019 |
| F. C. Nantes (cedido)     | Francia      | 2019      |
| Trabzonspor               | Turquía      | 2019-2022 |
| Feyenoord (cedido)        | Países Bajos | 2019-2020 |
| Estambul Başakşehir F. K. | Turquía      | 2023-2024 |
| F. C. Dinamo de Bucarest  | Rumania      | 2024      |
| C. D. Feirense            | Portugal     | 2025-     |

## Palmarés

### Títulos nacionales
| Título               | Club        | País    | Año  |
| -------------------- | ----------- | ------- | ---- |
| Supercopa de Turquía | Trabzonspor | Turquía | 2020 |